# Madame de... (film)
Pour les articles homonymes, voir Madame de... (homonymie).
Pour plus de détails, voir Fiche technique et Distribution.
Madame de... est un film franco-italien réalisé par Max Ophüls et sorti en 1953. Avant-dernier film du réalisateur, il est adapté du roman du même nom de Louise de Vilmorin paru en 1951.

## Synopsis
Endettée parce que dépensant sans compter, Louise, une aristocrate dont le nom n'est jamais montré, épouse d'un général français, coquette et frivole, revend en secret ses cœurs en diamants (des boucles d'oreilles offertes par son mari) au bijoutier chez lequel son mari les avaient achetés le lendemain de leur mariage. Pour expliquer leur disparition, elle fait mine, quelques jours plus tard, au cours d'une soirée à l'opéra, de les avoir perdus. Le général les fait chercher partout et croyant qu'on les lui a volés, cela déclenche un petit scandale. Informé du prétendu vol par les journaux, le bijoutier va trouver le général et lui raconte tout.
Amusé par les cachotteries de son épouse, le général rachète les boucles d'oreilles et les offre à sa maîtresse, en cadeau de rupture. Arrivée à Constantinople, cette dernière joue au casino mais perd tout son argent. À son tour, elle vend alors les boucles, qui sont ensuite mises en vente. De passage dans cette ville, un ambassadeur italien, le baron Donati, les voit dans la vitrine d'un marchand et les achète sur une impulsion.
À Bâle, sur le quai d'une gare dans les services de la douane, le baron aperçoit Louise et s'éprend d’elle au premier regard sans que cela soit réciproque. Ils se reverront par hasard deux semaines plus tard lors d'un incident entre leurs carrosses. Ils se retrouvent ensuite à plusieurs bals où ils sont chaque fois plus intimes. Devenant amoureuse, Louise décide de quitter sa maison pour voyager et comprenant que sa femme lui échappe, le général lui conseille de rester, pour résister mais accepte sa décision. Le jour de son départ, le baron lui offre les cœurs en diamants et pour pouvoir les porter sans que son mari s'en étonne, elle feint, devant ce dernier qui est  médusé, de les retrouver fortuitement dans une paire de gants qu'elle ne mettait plus depuis longtemps.
Le général n'est pas dupe et lors d'une réception, il conte l'affaire du curieux itinéraire des boucles d’oreilles au diplomate en forçant celui-ci à reconnaître qu'il les a achetées à Constantinople et l'oblige à reprendre son cadeau pour le déposer chez le bijoutier (à qui le général a déjà acheté deux fois ces boucles d'oreilles, une fois pour sa femme, une autre fois pour une maîtresse) en précisant à celui-ci la somme qu'il en veut, de façon que le général puisse les racheter une troisième fois. À la suite de cet imbroglio, le baron demande des explications à Louise qui s'enferre de plus belle dans ses mensonges. Déçu, le baron s'éloigne d'elle mais désespérée de perdre l'homme qu'elle aime, Louise s'alite, comme perdant le goût de la vie et du monde.
Apportant à sa femme les boucles d'oreilles qu'il vient de racheter, le général la trouve alitée et souffrante, ce qu'il prend pour une nouvelle comédie, tant il est convaincu de sa frivolité et de son incapacité à aimer quelqu'un d'autre qu'elle-même. Il lui montre le bijou, ce qui l'émerveille. Comprenant peut-être que ces boucles symbolisent maintenant pour Louise l'amour que le baron Donati a éprouvé pour elle, le général lui déclare sèchement que ces cœurs en diamant ne lui appartiennent plus, qu'elle ne les mérite pas. Il la force à les offrir à une de ses nièces qui vient d'accoucher d'un nouveau bambin, causant une grande perte pour Louise.
Plus tard, le mari de cette nièce ayant des ennuis d'argent, les diamants sont revendus au bijoutier qui revient vers le général une quatrième fois pour que ce dernier les lui rachète. Le général le renvoie alors sans ménagement, déclarant ne rien vouloir faire de cela. De retour dans sa bijouterie, il découvre que Madame la comtesse l'y attend, ayant été prévenue par sa nièce. Louise qui tient désormais plus que tout à ces boucles d’oreilles est prête à les lui échanger contre d'autres bijoux beaucoup plus précieux que le général lui avait offerts.
Comprenant enfin que sa femme aime le baron Donati à en perdre la tête, le général qui le tient pour responsable de l'état de son épouse, cherche querelle à celui-ci en se prétendant offensé d'un propos que le baron aurait tenu sur les militaires français. Le baron maintient son propos et le général le provoque en duel. Choisissant le pistolet, car il est fin tireur, ils se donnent rendez-vous dans le bois au matin suivant. À l'aube et défaillante, Louise se rend à l'église pour abandonner son bijou sur l'autel. Accompagnée de sa fidèle nourrice, elle se précipite ensuite sur les lieux du duel, espérant pouvoir encore séparer les deux hommes. Comme elle y arrive, un coup de feu, celui du général, car l'offensé tire le premier se fait entendre. Louise attend le second coup de feu, celui du baron, mais il ne vient pas. Louise s'effondre alors, terrassée à l'idée qu'il soit mort, et succombe peu après d'une crise cardiaque. 
Le film se termine avec un plan montrant que les boucles d'oreilles en cœur de diamants que Madame de a laissées sur l'autel, sont devenues un don pour l'église.

## Fiche technique
- Titre : Madame de...
- Réalisation : Max Ophüls
- Assistants réalisateurs : Marc Maurette, Ulli Pickardt, Tony Aboyantz et Alain Jessua (stagiaire)
- Scénario : Marcel Achard, Max Ophüls, et Annette Wademant d'après le roman de Louise de Vilmorin (éditions Gallimard)
- Dialogues : Marcel Achard
- Musique : Oscar Straus et Georges van Parys ; Louis Ducreux (paroles)
- Décors : Jean d'Eaubonne, assisté de Jacques Gut et Marc Frédéric
- Costumes : Georges Annenkov et Rosine Delamare, assistés de Georgette Fillon
- Photographie : Christian Matras
- Montage : Boris Lewin
- Son : Antoine Petitjean
- Production : Henry Deutschmeister
- Sociétés de production : Franco-London-Films Indusfilms (Paris), Rizzoli Films (Rome)
- Société de distribution : Gaumont
- Pays de production :  France,  Italie
- Langues originales : français, italien
- Format : noir et blanc - 35mm - 1,37:1 - son mono (Optiphone)
- Genre : Comédie dramatique
- Durée : 102 minutes
- Date de sortie :
  - France : 16 septembre 1953 à Paris (cinémas Colisée et Marivaux)
- Affiche : Roger Rojac (France)

## Distribution
| - Danielle Darrieux : la comtesse Louise - Charles Boyer : le général-comte André - Vittorio De Sica (VF : Roger Tréville) : le baron Fabrizio Donati - Jean Debucourt : M. Rémy, le bijoutier - Mireille Perrey : Nounou, la nourrice de la comtesse - Lia Di Leo (VF : Jacqueline Ferrière) : Lola, la maîtresse du général - Jean Galland : M. de Bernac - Hubert Noël : Henri de Malville - Jacques Josselin : un diplomate - Paul Azaïs : Léon, le cocher du fiacre de Louise - Albert Michel : le cocher du fiacre de Donati - Claire Duhamel : Élisabeth, la nièce du général - Georges Vitray : le vieux journaliste - Jean Toulout : le doyen du corps diplomatique - Léon Walther : l'administrateur du théâtre - Madeleine Barbulée : une amie de Louise - Colette Régis : la vendeuse de cierges | - Germaine Stainval : l'ambassadrice - Jacques Beauvais : un majordome - Émile Genevois : le soldat planton - Gérard Buhr : le douanier - Michel Salina : un témoin du duel - Georges Paulais : un témoin du duel - Robert Moor : un diplomate - Léon Pauléon : un huissier - Jean Degrave : le clubman - Charles Bayard : un diplomate lors de la réception - Franck Maurice : le bagagiste du train - René Worms : un homme chez la nièce du général - Jean-Paul Moulinot : un homme au théâtre - Jimmy Perrys : le contrôleur à la douane - Serge Lecointe (non crédité) : Jérôme Rémy, le fils du bijoutier - Guy Favières (non crédité) : Julien, le domestique de la comtesse |

## Production

### Scénario
Max Ophüls a modifié la fin du roman de Louise de Vilmorin. Dans le roman, Madame de… mourait en présence de son mari et de son amant en offrant une boucle à chacun. Ophüls a délaissé le mélodrame pour en faire une tragédie conforme à ses thèmes favoris : le plaisir est triste et l'amour rencontre la mort. On remarque également, comme dans d'autres films d'Ophüls, l'obsession des glaces, des escaliers et des duels.

### Tournage
Le tournage a eu lieu du 8 avril au 12 juin 1953, dans les studios de Boulogne.  

## Témoignage de Max Ophüls
« Votre tâche sera dure. Vous devrez, armée de votre beauté, votre charme et votre élégance, incarner le vide absolu, l’inexistence. Vous deviendrez sur l’écran le symbole même de la futilité passagère dénuée d’intérêt. Et il faudra que les spectateurs soient épris, séduits et profondément émus par cette image. »

— Max Ophüls à Danielle Darrieux, pour le rôle de Louise[réf. nécessaire]

« Madame de, qui a beaucoup de charme, est, avec cela, une dame bien vide, n'est ce pas ? Seule chose qui me tente dans ce mince — au sens direct — roman, c'est sa construction, il y a toujours le même axe autour duquel l'action tourne sans cesse, tel un carrousel. Un axe minuscule à peine visible, une paire de boucle d'oreilles. Mais ce petit détail de la toilette féminine s'agrandit, apparaît en gros plan, s'impose, domine les destins du héros du livre et les dirige, finalement, vers la tragédie. Si je ne considère pas Madame de comme un grand roman, je le tiens néanmoins pour une belle astuce littéraire. Et cette astuce est la forme.  Cela me rappelle, dans un tout autre domaine, Boléro de Maurice Ravel : là encore, autour d’un minime axe mélodique, tourne et se développe, se complique constamment l'action, ou plus exactement, la matière harmonique. »

— Max Ophüls 

## Accueil critique
- « Dans une scène célèbre de Madame de…, les yeux fermés, la joue appuyée sur une porte qui se referme, Darrieux répète une litanie amoureuse, des mots simples qui révèlent une passion qu’elle prétend nier : “Je ne vous aime pas, je ne vous aime pas, je ne vous aime pas”, dit-elle à l’homme qui s’en va… Suit alors un moment de grâce absolue, quelques secondes magiques où apparaît, dans tout son éclat, le talent qu’a toujours eu Darrieux à insuffler à ses comédies une sourde mélancolie et à parer ses drames d’une dérision légère, impalpable. Comme la certitude douce-amère qui lui aura servi de philosophie. L’idée, terrifiante et juste, que dans la vie tout ce qui est inéluctable n’a décidément aucune importance. » Pierre Murat, Télérama.
- « Louise. C’est une coquette, femme-orchestre du flirt élégant, tourbillonnante dans les bras d’amants interchangeables, femme mariée ne se reconnaissant que des dettes financières. Un diplomate la prend un beau jour à ce piège dont elle croyait contrôler le mécanisme : celui de l’amour. Elle mesure trop tard la futilité de ses ruses et mensonges, l’impuissance contre le vertige des sentiments, le caractère dérisoire d’un langage dénué de véritable signification (son “Je ne vous aime pas, je ne vous aime pas, je ne vous aime pas” trahissant un trouble extrême). La voilà captive, trahie par ses propres mondanités :  “La femme que j’étais a fait le malheur de celle que je suis devenue”. Et humiliée. Danielle Darrieux immortalise cette Madame de…, déesse d’un monde d’apparat, reine des bals et des loges de théâtre. » Jean-Luc Douin, Télérama no 2308, 6 avril 1994.

## Distinctions
- Oscars 1954 : Nomination à l'Oscar de la meilleure création de costumes pour Georges Annenkov et Rosine Delamare.

## Autres adaptations
Le roman de Louise de Vilmorin a également fait l'objet
- d'un opéra de Jean-Michel Damase, livret de Jean Anouilh, , mise en scène d'André Barsacq, créé en 1971 à l'Opéra de Marseille[3] ;
- d'un téléfilm[4] de Jean-Daniel Verhaeghe, adaptation de Jean-Claude Carrière, avec Jean-Pierre Marielle et Carole Bouquet, diffusé en 2001 et dont la fin est conforme au roman.